# República de Bérgamo
La República de Bérgamo (italiano: Repubblica Bergamasca) fue una efímera república hermana revolucionaria de la Primera República Francesa fundada durante la Campaña de Italia.
El 25 de diciembre de 1796 las tropas francesas del general Louis Baraguey d'Hilliers (1764-1813) entraron en Bérgamo sin luchar, ya que las tropas venecianas se retiraron por un acuerdo con el podestà de Venecia. Al mismo tiempo, fuerzas del Archiducado de Austria ocupaban Istria y Dalmacia (ambos habían acordado repartirse esos territorios venecianos). El 12 de marzo de 1797 la república fue proclamada con la ciudad de Bérgamo de capital y con catorce cantones rurales dependientes de ella; dos días más tarde se decidió anexarla a la República Cisalpina. El 24 de marzo se proclamó una Constitución que organizaba la elección del gobierno, la legislación y la administración territorial. El 17 de abril hubo elecciones generales en las iglesias para decidir el gobierno; entre tanto, en los valles montañosos surgían partidas contrarrevolucionarias. Finalmente, el 29 de junio fue anexada a la Cisalpina. 